# ロスト・ワールド/ジュラシック・パーク (ゲーム)
『ロスト・ワールド/ジュラシック・パーク』（The Lost World: Jurassic Park）は、1997年にセガから発売したアーケードゲーム。

## 概要
同年に公開された映画『ロスト・ワールド/ジュラシック・パーク』をベースとしたガンシューティングゲーム。システムボードはMODEL3 Step 1.5でAM3研による制作。

## システム
- プレイヤーは救援隊の一員となり、襲い来る恐竜を麻酔銃を使って倒しながら、行方不明となっているサラとイアンの救出を目指す。麻酔銃の弾数は5発で、画面外を撃つことでリロードを行う。

- 本作の特徴の一つとして、特定のイベントやボス戦時などに発生するターゲットサイトを赤色に変色する前に全部撃ち抜くと、不利なイベントやボスの攻撃を回避できる。

- 道中で遭遇する恐竜に襲われているハンターの救出に成功すると、ライフ回復などのプレイヤーに有利なアイテムをもらえることもある。

- 恐竜の攻撃を受けたり、ハンターを誤射する度にライフが減っていき、無くなるとゲームオーバーとなる。

## ステージ

### STAGE1
- THE LAW OF THE JUNGLE

ジャングルを舞台にしたステージ。プレイヤーに二人の救出を託される所からゲームは始まる。道中でハンターを救出するイベントが2ヶ所ある。イベントシーンではトリケラトプスを救出する内容となっている。ボスはティラノサウルスのメス。

### STAGE2
- THE KING OF THE LAKESIDE

ジャングルを抜けて湖畔ルートに進むステージ。道中でマメンチサウルス3匹との戦闘があり、うち1匹は脱糞を止めるイベントシーンとなっている。ボスはデイノスクス。

### STAGE3
- ENTER THE DRAGONS

研究所の中を進んでいくステージ。イベントシーンではドアをロックする内容となっている。ボスは登場しない。

### STAGE4
- THEIR HOME....

工場の中を進んでいくステージ。イベントシーンではロープ銃でターゲットに命中させるという内容となっている。ボスはカルノタウルス。

## 登場する恐竜・古生物
ここでは敵として登場する、もしくはストーリーに関与する種類のみ記載する。
ヴェロキラプトル
全ステージに登場。耐久力が高い緑色の個体も存在する。攻撃は引っ掻きや噛み付き。
ディロフォサウルス
ステージ1のみ登場。毒液を飛ばして攻撃してくる。
コンプソグナトゥス・トリアシクス
ステージ1、3、5に登場。噛み付いて攻撃してくる。
マメンチサウルス
ステージ2のみ登場。踏みつけて攻撃してくる。
パキケファロサウルス
ステージ2のみ登場。頭突きで攻撃してくる。
プテラノドン
ステージ4の特定のルートのみ登場。嘴で啄んでくる。
ディノスクス
ステージ2のボス。作中に登場する恐竜・古生物の中で唯一、映画及び原作小説『ロスト・ワールド -ジュラシック・パーク2-』には登場していない。体力をゼロにしても最後の悪あがきをしてくる。主な攻撃は噛み付き。
カルノタウルス
ステージ4のボス。原作小説に登場した個体と同様に体色を周囲の背景と同化させる能力を持ち、イアンからは「カメレオンタイプの恐竜」と称されている。主な攻撃は噛み付き。
ティラノサウルス・レックス
ステージ1及びステージ5のボス。茶色のメス「Doe」と緑色のオス「Buck」の2体が登場する。主な攻撃は噛み付きと頭突き。
トリケラトプス
ステージ1に登場。本作では敵としてではなく、救出イベントの救出対象として登場する。
ティラノサウルス・ジュニア
「Doe」と「Buck」の子供。本作では何らかの原因で負傷しており、イアンとサラに介抱されている。ステージ5に救出イベントが存在する。